# Okręg wyborczy Putney
Okręg wyborczy Putney - okręg wyborczy położony w Londynie, na południowym brzegu Tamizy. Powstał w 1918 i wysyła do brytyjskiej Izby Gmin jednego deputowanego.

## Deputowani do brytyjskiej Izby Gmin z okręgu Putney
| Wybory | Deputowany          | Partia               |
| ------ | ------------------- | -------------------- |
| 1918   | Samuel Samuel       | Partia Konserwatywna |
| 1934   | Marcus R. A. Samuel | Partia Konserwatywna |
| 1942   | Hugh Linstead       | Partia Konserwatywna |
| 1964   | Hugh Jenkins        | Partia Pracy         |
| 1979   | David Mellor        | Partia Konserwatywna |
| 1997   | Tony Colman         | Partia Pracy         |
| 2005   | Justine Greening    | Partia Konserwatywna |
| 2019   | Fleur Anderson      | Partia Pracy         |